# Symbol
Pour les articles homonymes, voir Symbole (homonymie).
 (mai 2016).
Si vous disposez d'ouvrages ou d'articles de référence ou si vous connaissez des sites web de qualité traitant du thème abordé ici, merci de compléter l'article en donnant les références utiles à sa vérifiabilité et en les liant à la section « Notes et références ».
Symbol (japonais : Shinboru しんぼる) est le deuxième long-métrage du réalisateur japonais Hitoshi Matsumoto, sorti en 2009. Comme dans son film précédent, Big Man Japan (Dai Nippon-jin), il y joue le rôle principal.

## Synopsis
Le film entrelace deux récits, dont le rapport n'apparaît qu'à la fin.
La première trame suit les membres d'une famille mexicaine alors que le père, un catcheur vieillissant, se prépare à combattre deux adversaires bien plus jeunes et fringants sous le masque d'« Escargot Man » (sic). Le ton est réaliste, avec des dialogues en espagnol.
La seconde trame, plus développée, met en scène un homme à pyjama à pois interprété par Hitoshi Matsumoto lui-même. D'ambiance fantastique, elle comporte trois parties d'inégales durées : Apprentissage, Mise en pratique, Futur. Dans la première partie, la plus longue, l'homme se réveille dans une pièce rectangulaire entièrement blanche. Sur les murs apparaissent une multitude de sexes d'angelots stylisés. En appuyant dessus, l'homme découvre qu'il peut effectuer des actions : faire surgir un objet, par exemple. Ses efforts pour sortir de la pièce sont vécus sous un mode comique. Dans la deuxième partie, la pièce est un immense cylindre vertical gris et ce sont des sexes d'anges adultes. La troisième partie est réduite à deux plans.

## Fiche technique
- Titre original : Shinboru (しんぼる?)
- Titre international : Symbol
- Réalisation : Hitoshi Matsumoto
- Scénario : Hitoshi Matsumoto et Mitsuyoshi Takasu
- Photographie : Yasuyuki Tôyama
- Musique : Yasuaki Shimizu
- Montage : Yoshitaka Honda
- Direction artistique : Fernando Estrada
- Pays d'origine : Japon
- Format : Couleurs - 35 mm
- Genre : Comédie fantastique
- Durée : 93 min
- Dates de sortie :
  - 12 septembre 2009 (Japon)
  - 17 septembre 2009 (Canada : Festival international du film de Toronto)
  - 19 avril 2010 (Belgique : Festival international du film fantastique de Bruxelles)
  - 25 avril 2011 (France : Festival Hallucinations collectives de Lyon)

## Distribution
- Hitoshi Matsumoto : l'homme en pyjama à pois
- David Quintero
- Luis Accinelli
- Lilian Tapia : la mère de famille
- Adriana Fricke : Karen, la fille bonne sœur
- Carlos C. Torres : Antonio, le fils
- Ivana Wong